# Trionymus demertor
Trionymus demertor är en insektsart som beskrevs av De Lotto 1964. Trionymus demertor ingår i släktet Trionymus och familjen ullsköldlöss.
Artens utbredningsområde är Kenya. Inga underarter finns listade i Catalogue of Life.